# ʻAreʻare
ʻAreʻare ist eine ozeanische Sprache. Sie wird von 17.000 ʻAreʻare vorwiegend auf der südlichen Hälfte der Insel Malaita in den Salomonen gesprochen. 30–60 % der Sprecher können ihre Sprache lesen und schreiben.
Die Sprache hat zwei Dialekte: das eigentliche ʻAreʻare sowie den Marau-Dialekt.